# Piniński Hrabia
Piniński Hrabia – polski herb szlachecki, hrabiowska odmiana herbu Jastrzębiec.

## Opis herbu
Opis z wykorzystaniem klasycznych zasad blazonowania:
W polu błękitnym podkowa złota barkiem do dołu, między ocelami której krzyż kawalerski srebrny. Nad tarczą korona hrabiowska, dziewięciopałkowa, a nad nią hełm w koronie, w której klejnot: jastrząb, z podkową i krzyżem jak na tarczy, w prawym szponie. Labry błękitne z prawej podbite srebrem, z lewej złotem.

## Najwcześniejsze wzmianki
Nadany w Galicji 1 grudnia 1780 z predykatem hoch- und wohlgeboren (wysoko urodzony i wielmożny) braciom Stanisławowi i Jerzemu Pinińskim. Tytuł został nadany na podstawie dekretacji 23 września 1780 oraz pełnienia przez Stanisława funkcji starost, a także przedstawionego wywodu genealogicznego.
Wnioskujący dołączyli własny projekt herbu będący herbem genealogicznym czteropolowym z Jastrzębcem z hełmem i klejnotem pośrodku. W kolejnych polach projektu znajdowały się godła herbów Przerowa matki Zofii z Ulenieckich, Bogoria babki ojczystej Teofili Górskiej, Nowina prababki ojczystej Anny Jasińskiej oraz Półkozic babki macierzystej Marianny Wolskiej.

## Herbowni
Jedna rodzina herbownych (herb własny):
graf von Pinino-Piniński.